# Шукюров, Адалят Закир оглы
Адалят Закир оглы Шукюров (азерб. Ədalət Zakir oğlu Şükürov, р. 22 апреля 1966 года, Сумгаит) — азербайджанский эстрадный певец, Заслуженный артист Азербайджана (2006), Заслуженный артист Дагестана (2008), Народный артист Дагестана (2015).

## Биография
В школьные годы Шукюров учился в музыкальной школе по классу классической гитары. После окончания школы служил в рядах Советской армии на Новой Земле, где три года провёл на надводном и подводном кораблях Северного флота. Затем поступил на режиссёрский факультет Ленинградского государственного института культуры, работал режиссёром на Пятом канале. Некоторое время жил и работал в Луге. Выступал в Санкт-Петербурге с авторскими песнями на мероприятиях азербайджанской диаспоры.
Популярность пришла к Шукюрову внезапно, когда пиратские записи его песен были услышаны на родине в Азербайджане и быстро полюбились публике. В начале 2000-х Шукюров перебрался в Азербайджан, где началась его профессиональная певческая карьера. За последующие годы певец выпустил десять альбомов, в том числе русскоязычный альбом «Душа больна» (2012). Изначально известный в основном как исполнитель эстрадных танцевальных песен, Шукюров обращался также и к жанру городского романса. В 2006 году получил звание Заслуженного артиста Азербайджана.
За пределами Азербайджана Шукюров известен в Дагестане, где регулярно выступает с концертами и приглашается на различные мероприятия, в том числе на концерты, приуроченные ко Дню Конституции Дагестана, Дню молодёжи и 2000-летию Дербента. В 2008 году получил звание Заслуженного, а в 2015 году — Народного артиста Дагестана, а также был награждён Орденом «За заслуги перед Республикой Дагестан».
С 2017 года Адалят Шукюров является председателем Сумгаитского городского клуба Азербайджанской Федерации кикбоксинга. Его хобби являются путешествия; на 2013 год он побывал в более, чем 50 странах. Шукюров женат, имеет дочь и сына.

## Награды
- Заслуженный артист Азербайджана (16 мая 2006 года) — за заслуги в развитии азербайджанской культуры[4].
- Орден «За заслуги перед Республикой Дагестан» (2015 год, Республика Дагестан, Россия)[2].
- Народный артист Дагестана (2015 год, Республика Дагестан, Россия)[2].
- Заслуженный артист Дагестана (22 апреля 2008 года, Республика Дагестан, Россия) — за заслуги в области искусства и высокое исполнительское мастерство[5].